# Amphelictus rugiscapus
Amphelictus rugiscapus är en skalbaggsart som beskrevs av Fuchs 1976. Amphelictus rugiscapus ingår i släktet Amphelictus och familjen långhorningar. Inga underarter finns listade i Catalogue of Life.